# 쩌우청언
쩌우청언(중국어 정체자: 鄒承恩, 병음: Zōu Chéng’ēn, 한자음: 추승은, Jason Tsou, 1980년 11월 4일 ~ )은 대만의 배우이자 가수이다.

## 방송
- 비자영웅
- 16개하천
- 와! 진이군
- 원망

## 영화
- 종사